# Félhosszúszőrű pireneusi juhászkutya
A félhosszúszőrű pireneusi juhászkutya éber, bátor, értelmes, talán még a hosszúszőrű pireneusi juhászkutyánál is intelligensebb. Hihetetlenül szívós, szinte sohasem lesz beteg.

## Külső hivatkozások
- Videó a fajtáról
- Képek